# Fair Exchange
Fair Exchange é um filme de comédia britânico de 1936, dirigido por Ralph Ince e estrelado por Patric Knowles, Raymond Lovell e Cecil Humphreys.

## Elenco
- Patric Knowles – Tony Meredith
- Roscoe Ates – Elmer Goodge
- Isla Bevan – Elsie Randall
- Raymond Lovell – Sir Reeves Willoughby
- Cecil Humphreys – Matthew Randall
- Louis Goodrich – James Meredith
- Morland Graham – Dr. Franz Schmidt